# Stadionul San Mamés (2013)
San Mamés este numele noului stadion al clubului Athletic Bilbao. Arena l-a înlocuit pe "vechiul" San Mamés ca stadion de casă al echipei.
Proiectul a fost aprobat în martie 2006, iar construcția a început în iunie 2010 și s-a finisat în 2013.

## Inaugurarea
San Mames a fost inaugurat pe 16 septembrie 2013. Meciul inaugural a fost o partidă de campionat jucată la ora 22:00, între gazda Athletic Club și Celta Vigo.
| Athletic Club                     | 3–2    | Celta Vigo                 |
| --------------------------------- | ------ | -------------------------- |
| San José 18' Iraola 61' Beñat 68' | Raport | Charles 14' Santi Mina 79' |

| Athletic (4-2-3-1): |    |                 |
|                     |    |                 |
| GK                  | 13 | Iago Herrerín   |
| RB                  | 15 | Andoni Iraola   |
| CB                  | 6  | Mikel San José  |
| CB                  | 18 | Carlos Gurpegui |
| LB                  | 4  | Aymeric Laporte |
| DM                  | 7  | Beñat           |
| DM                  | 5  | Erik Morán      |
| RM                  | 14 | Markel Susaeta  |
| AM                  | 21 | Ander Herrera   |
| LM                  | 19 | Iker Muniain    |
| CF                  | 20 | Aritz Aduriz    |

| Celta Vigo (4-3-3): |    |                   |
|                     |    |                   |
| GK                  | 13 | Yoel              |
| RB                  | 2  | Hugo Mallo        |
| CB                  | 30 | David Costas      |
| CB                  | 3  | Andreu Fontàs     |
| LB                  | 20 | Toni              |
| DM                  | 4  | Borja Oubiña      |
| CM                  | 8  | Álex López        |
| CM                  | 12 | Rafinha           |
| RW                  | 24 | Augusto Fernández |
| CF                  | 11 | Charles           |
| LW                  | 10 | Nolito            |